# Johann Heinrich Pestalozzi
Johann Heinrich Pestalozzi (Zürich, 12. siječnja 1746. – Brugg, 17. veljače 1827.), švicarski pedagog i reformator obrazovanja. 

## Život i rad
Pestalozzi je rođen u obitelji liječnika. U ranom djetinjstvu izgubio je oca, pa ga je odgajala majka. Studirao je na Sveučilištu u Zürichu, bavio se politikom, te je radio na poboljšavanju životnih uvjeta ljudi u svom okruženju.  Oženio se s 23 godine i jedno vrijeme je pokušao upravljati seoskim gospodarstvom, ali mu je taj posao išao loše. 
Svoje glavno djelo, Lienhard i Gertruda (Lienhard und Gertrud) napisao je u razdoblju od 1781. do 1787. godine. U ovom djelu piše o postupnom napredovanju kućanstva i cijelog sela, zahvaljujući pozitivnom utjecaju seljanke Gertrude. Gerturda je svoju djecu odagajala tako što je povezivala poučavanje s radnim zadaćama. 
Zbog rata 1798. godine,  velik broj djece ostao je bez roditelja, doma i hrane. Pestalozzi je iste godine u Stanzu otvorio prihvatilište za djecu bez roditelja, te je s djecom radio sam uz pomoć jedne domaćice. Pestalozzi je htio dokazati kako roditeljska odanost, ljubav i povjerenje u djecu imaju ključnu ulogu u odgoju. 
Pedagoško djelovanje nastavlja 1799. godine u Burgdorfu gdje se posvetio metodici nastave. Svoje uspjehe u nastavnom radu prikazao je u djelima iz metodike, a najznačajnije djelo iz tog razdoblja je Kako Gertruda uči svoju djecu (Wie Gertrud ihre Kinder lehrt), a koje je objavljeno od 1801. do 1803. godine. 
Njegova metodika se temelji na poučavanju od jednostavnijih prema složenijim sadržajima.  Učenje započima s promatranjem, nastavlja se s razvojem svijesti, da bi se finaliziralo kroz govor, mjerenje, crtanje, pisanje riječi, pisanje brojeva i računanje. 
Pestalozzi je bio uzor hrvatskom pedagogu i socijalnom radniku Kamilu Brössleru. Hrvatski su ga znanstvenici Brösslera poslije okvalificirali kao "hrvatstkog Pestalozzija".

## Vanjske poveznice
Johann Heinrich Pestalozzi and informal education